# ملعب روميل فيرنانديز
ملعب روميل فيرنانديز هو ملعب متعدد الاستخدام يقع في بنما عاصمة بنما . غالبا ما يتم استخدامه لمباريات كرة القدم . يسع الملعب لجلوس 32 ألف متفرج . يعتبر الملعب الرسمي الذي يخوض فيه نادي بلازا أمادور مبارياته . تم افتتاح الملعب في 6 فبراير 1970 .